# 高村田使
高村 田使（たかむら の たづかい）は、平安時代初期の貴族。氏姓は高宮村主のち春原連、高村忌寸、高村宿禰。官位は従四位下・東宮学士。

## 出自
高宮氏（高宮村主）は前漢の景帝の子である魯恭王の後裔を称した漢系渡来氏族。大和国葛上郡高宮郷（現在の奈良県御所市西佐味付近か）を本拠とした。

## 経歴
桓武朝初頭は右少史を務め、この間の延暦3年（784年）高宮村主から春原連に、翌延暦4年（785年）春原連から高村忌寸へと、一族の真木山と共に続けて改姓している。
延暦10年（791年）大外記に遷り、延暦11年（792年）外従五位下に叙せられる。延暦14年（795年）大学助に遷るが、延暦16年（797年）には大外記に兼帯で復任している。延暦17年（798年）安芸守として地方官に転じ、その後桓武朝末にかけては陰陽頭も務めている。
延暦25年（806年）平城天皇の即位後まもなくみたび大外記に復任して、平城朝前半まで務める。大同5年（810年）従五位上に叙せられた。嵯峨朝に入り、弘仁2年（811年）忌寸から宿禰に改姓する。その後は、皇太子・大伴親王の東宮学士を務めながら、弘仁6年（815年）正五位下、弘仁7年（816年）従四位下と順調に昇進した。
弘仁9年（818年）11月17日卒去。享年76。最終官位は東宮学士従四位下。

## 官歴
注記のないものは『六国史』による。
- 時期不詳：正六位上。右少史
- 延暦3年（784年） 7月14日：高宮村主から春原連に改姓
- 延暦4年（785年） 3月19日：春原連から高村忌寸に改姓
- 延暦10年（791年） 3月21日：大外記[3]
- 延暦11年（792年） 正月7日：外従五位下[3]
- 延暦12年（793年） 11月22日：兼下総権介[3]
- 延暦14年（795年） 2月18日：大学助[3]
- 延暦16年（797年） 5月4日：兼大外記、止大学助[3]。日付不詳：兼大学助[3]
- 延暦17年（798年） 6月5日：安芸守[3]
- 時期不詳：従五位下（内位）。陰陽頭[3]
- 延暦25年（806年） 4月12日：大外記
- 大同5年（810年） 正月7日：従五位上
- 弘仁2年（811年） 閏12月27日：忌寸から宿禰に改姓
- 時期不詳：東宮学士
- 弘仁6年（815年） 正月7日：正五位下
- 弘仁7年（816年） 正月7日：従四位下
- 弘仁9年（818年） 11月17日：卒去（東宮学士従四位下）